# Бабуков, Владимир Георгиевич
Владимир Георгиевич Бабуков (23 октября 1916 года, Грозный, Чечня, Терская область, Российская империя — 2004 год) — главный инженер нефтегазодобывающего управления «Старогрознефть» объединения «Грознефть», Герой Социалистического Труда.

## Биография
Родился 23 октября 1916 года в Грозном. В 1939 году окончил нефтепромысловый факультет Грозненского нефтяного института. После четырёх месяцев работы на нефтепромысле был призван в РККА. Проходил службу в Белоруссии. После начала войны сражался на Западном, Центральном и Калининском фронтах, вначале в составе 32-го автотранспортного полка, а затем командиром отделения автотранспортного взвода роты технического обслуживания 196-й танковой бригады. Участвовал в обороне Москвы, освобождении Ржева и Вязьмы.
В июне 1943 года решением Государственного комитета обороны был отозван с фронта и как специалист-нефтяник направлен в распоряжение «Грознефти». Работал в тресте «Старогрознефть». В 1944 году группой специалистов «Старогрознефти», среди которых был и Бабуков, была разработана и внедрена эффективная технология освоения компрессорных скважин поднадвиговых зон.
До 1948 года занимался восстановлением скважин, выведенных из строя в связи с приближением фронта к Грозному. В «Старогрознефти» была образована исследовательская группа во главе с Бабуковым, которая занималась разработкой и внедрением новых приборов для замеров параметров бурения. Удалось быстро организовать работу по исследованию скважин и обучить кадры. Это обеспечило ощутимый прирост добычи нефти.
В качестве старшего инженера нефтепромысла Бабуков в 1948—1950 годах участвовал в освоении и разработке Ташкалинского месторождения. C 1950 по 1982 годы был главным инженером треста. В 1960-е годы разработал метод бурения с плавающим столбом жидкости в затрубном пространстве, который успешно использовался при капитальном ремонте скважин мезозойских отложений.
В 1971 году НГДУ «Старогрознефть» освоило добычу нефти из месторождений мезозойских отложений. Благодаря этому оно добилось высоких показателей. Досрочно выполнил личные социалистические обязательства и плановые задания Восьмой пятилетки (1966—1970). 30 марта 1971 года Указом Президиума Верховного Совета СССР удостоен звания Героя Социалистического Труда «за выдающиеся заслуги в выполнении заданий пятилетнего плана по добыче нефти и достижение высоких технико-экономических показателей в работе» с вручением ордена Ленина и золотой медали Серп и Молот.
Проработал в нефтедобыче до 1997 года. В связи со сложной ситуацией в Чечне в 1990-е годы был вынужден покинуть республику.

## Награды и звания
- Герой Социалистического Труда (30.03.1971);
- орден Ленина (30.03.1971);
- орден Отечественной войны II степени (11.03.1985);
- орден Трудового Красного Знамени (23.05.1966);
- медаль «За боевые заслуги» (21.03.1943);
- медаль «За трудовое отличие» (31.07.1953);
- другие медали;
- Заслуженный деятель науки и техники ЧИАССР;
- Заслуженный деятель нефтяной и нефтехимической промышленности ЧИАССР;
- Почётный нефтяник;
- Почётный гражданин города Грозного;
- медали ВДНХ СССР.

## Семья
Три поколения Бабуковых в общей сложности отдали нефтедобыче 240 лет.
- Отец — Георгий Захарович Бабуков (1885—1955). Окончил Донской политехнический институт в 1917 году. Тогда же начал работать на нефтяных промыслах Грозного. Являлся одним из организаторов движения ударников и рационализаторов. Руководил группой нефтепромыслов «Грознефти». В 1930—1933 годах был главным инженером «Старогрознефти»[1];
- Мать — Наталья Ивановна Бабукова (Скоробогатова);
- Брат — Александр (1913—1985) — участник Великой Отечественной войны, доктор технических наук, профессор. В 1936 году окончил нефтепромысловый факультет Грозненского нефтяного института. Пришёл в ГрозНИИ, работал инженером, заведующим лабораторией. В 1940—1942 годах находился в действующей армии. В 1942 году был отозван из рядов Красной Армии и продолжил научную работу. В 1942—1962 годах возглавлял ГрозНИИ. Он имел звания «Заслуженный деятель науки и техники Чечено-Ингушской АССР», «Заслуженный деятель науки и техники РСФСР», правительственные награды — орден Трудового Красного Знамени, два ордена «Знак Почета», орден Отечественной войны 2-й степени, медали[1];
- Сестра — Екатерина (16 ноября 1918 года, Грозный). В 1941 году окончила технологический факультет Грозненского нефтяного института. В годы войны работала инженером в Центральной научно-исследовательской лаборатории, дежурным химиком производственно-товарной конторы объединения «Грознефть». В 1942—1950 годах руководила химической лабораторией треста «Старогрознефть». В 1950 году была переведена в Москву старшим инженером отдела бурения Главнефтедобычи Миннефтепрома. В 1953—1966 годах — старший научный сотрудник ВНИИ буровой техники. 20 лет проработала начальником партии научно-исследовательского сектора Московского нефтяного института им. академика И. М. Губкина. Автор большого числа трудов по совершенствованию технологии бурения нефтяных и газовых скважин[1];
- Сестра — Надежда (19 января 1921 года, Грозный). В 1939—1941 годах училась в Московском государственном университете, но из-за войны учёбу пришлось прервать. Перевелась в Грозненский нефтяной институт, который окончила в 1947 году. Во время учёбы вместе с другими студентами участвовала в строительстве оборонительных рубежей. В 1947—1949 годах работала в «Гипрогрознефти». После войны вышла замуж и переехала в Москву. В 1956—1983 годах работала сначала инженером, потом старшим инженером в конструкторском бюро Московского нефтеперерабатывающего завода[1]. Жена М. М. Ушакевича.

Дети:
- Борис;
- Георгий — в 1990—1993 годах был главным инженером «Старогрознефти»;
- Наталья.